# Fale Martenota

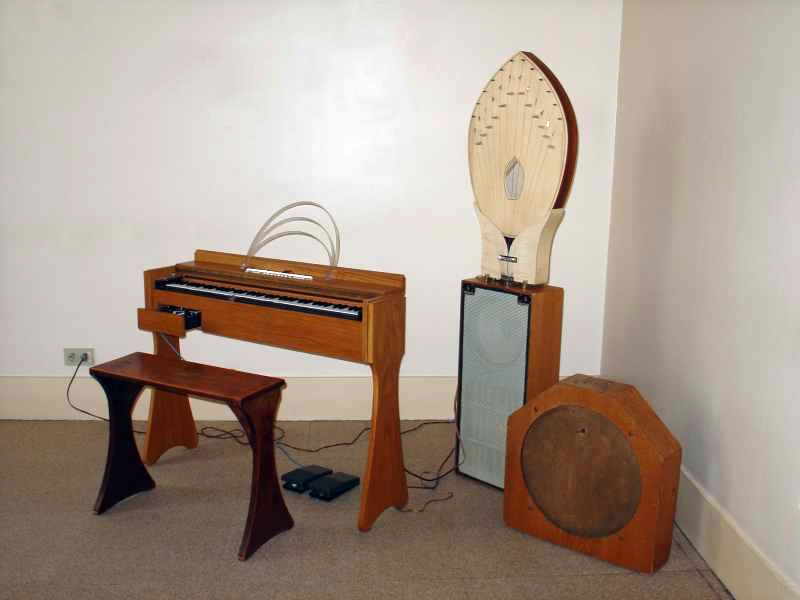
Fale Martenota

Fale Martenota (ondes Martenot) – drugi znany instrument muzyczny z grupy elektrofonów elektronicznych, skonstruowany przez francuskiego wiolonczelistę Maurice’a Martenota.
Prototyp instrumentu zbudowany był z linki, dołączonej do pierścienia zakładanego na palec grającego, który ruchami ręki i ciała sterował dźwiękiem. Instrument miał wyraźne podobieństwa do thereminu, skonstruowanego przez Termena w 1921. Na bazie tego instrumentu skonstruowano właściwe fale Martenota, których premiera odbyła się w roku 1928. Instrument ten odniósł natychmiastowy sukces. Został powszechnie zaakceptowany jako instrument orkiestrowy. Powstało też wiele kompozycji specjalnie nań stworzonych. Używany jest do czasów współczesnych (początek XXI wieku).
Fale Martenota były – jak większość instrumentów elektronicznych owych czasów – oparte na technologii oscylatora lampowego. Podobnie jak w poprzednim instrumencie Theremena, możliwość zakłócania pracy oscylatora poprzez umieszczanie w jego polu ciała ludzkiego została wykorzystana jako element tworzenia dźwięku. Fale Martenota były instrumentem homofonicznym, lecz możliwość modelowania dźwięku poprzez ruchy ciała nadawała mu oczekiwaną przez instrumentalistów elastyczność.
Fale Martenota wyposażone były w klawiaturę oraz dodatkowe urządzenia, pozwalające na tworzenie efektu glissando i vibrato. We wczesnych wersjach instrumentu klawisze były niestrojne. Dopiero w 1938 zaczęto produkować model ze strojoną klawiaturą ćwierćtonową.
Pośród kompozytorów tworzących muzykę na fale Martenota znaleźli się: Pierre Boulez, Edgar Varèse, Jonathan Greenwood, Olivier Messiaen, Giacinto Scelsi, Darius Milhaud, Arthur Honegger, Christine Ott i Maurice Jarre.